# Lao Airlines
Lao Airlines es una aerolínea con base en Vientián, Laos. Es la aerolínea nacional de Laos, que opera vuelos de cabotaje a diez destinos domésticos así como vuelos internacionales a Camboya, China, Tailandia y Vietnam. Su base de operaciones principal es el Aeropuerto Internacional Wattay, Vientián.

## Historia
La aerolínea fue fundada y comenzó a operar en septiembre de 1976 como Lao Aviation. A finales de los noventa, China Yunnan Airlines se convirtió en accionista junto con el gobierno de Lao. Desde comienzos del 2000, Lao Airlines se convirtió en una compañía perteneciente al 100% al gobierno de Lao y el nombre fue cambiado por el de Lao Airlines a comienzos de 2003. Es propiedad total del gobierno de Laos.
Vuela principalmente a pequeños aeródromos en zonas montañosas y tropicales de Laos, razón por la que recibió una reputación no muy favorable de seguridad, tras perder varios vuelos en el transcurso de los años.Se ha acoplado a los estándares internacionales con la adquisición de aviones ATR 72 y Xian Modern Art MA-60. En 2007 y 2008, la compañía recibió el premio del Arco Internacional de Europa.
En el 2000 el vuelo 703 se estrelló en una montaña y, en 2013, corrió la misma suerte el vuelo 301, debido a condiciones climáticas desfavorables, matando a todos sus ocupantes.

## Destinos

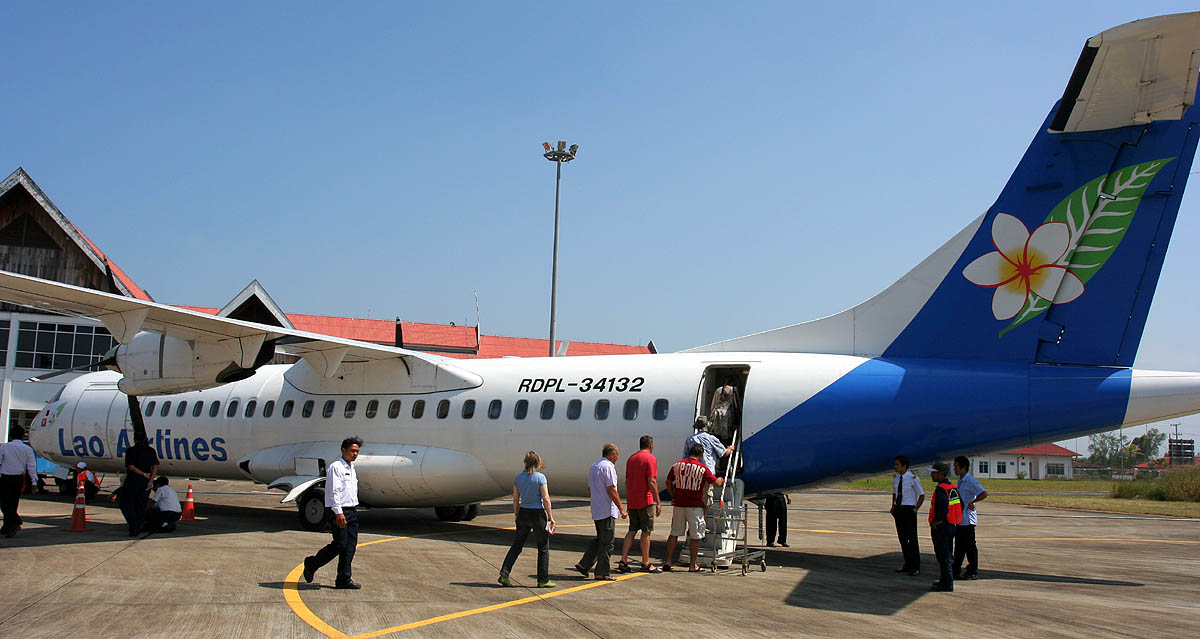
ATR-72 de Lao Airlines (RDPL-34132) en el Aeropuerto Internacional Pakse, Laos.

En noviembre de 2008, Lao Airlines opera vuelos regulares a los siguientes destinos:
Camboya
- Phnom Penh
- Siem Reap

China
- Kunming

Laos
- Houei Sai (Aeropuerto Ban Huoeisay)
- Luang Prabang (Aeropuerto Internacional de Luang Prabang)
- Oudomxay (Aeropuerto de Oudomsay)
- Pakse (Aeropuerto Internacional de Pakse)
- Vientián (Aeropuerto Internacional Wattay)
- Xieng Khuang (Aeropuerto de Xieng Khuang)
- Luang Namtha (Aeropuerto de Louang Namtha)
- Savannakhet (Aeropuerto de Savannakhet)

Tailandia
- Bangkok
- Chiang Mai
- Udon Thani

Vietnam
- Hanói

## Flota

### Flota Actual
En junio de 2022, la media de edad de la flota de Lao Airlines es de 10.6 años, e incluye los siguientes aviones: